# Callaway (Nebraska)
Callaway és una població dels Estats Units a l'estat de Nebraska. Segons el cens del 2000 tenia 637 habitants.

## Demografia
Segons el cens del 2000, Callaway tenia 637 habitants, 262 habitatges, i 166 famílies. La densitat de població era de 356,4 habitants per km².
Dels 262 habitatges en un 25,2% hi vivien nens de menys de 18 anys, en un 57,6% hi vivien parelles casades, en un 5,7% dones solteres, i en un 36,3% no eren unitats familiars. En el 32,4% dels habitatges hi vivien persones soles el 23,3% de les quals corresponia a persones de 65 anys o més que vivien soles. El nombre mitjà de persones vivint en cada habitatge era de 2,27 i el nombre mitjà de persones que vivien en cada família era de 2,87.
Per edats la població es repartia de la següent manera: un 22,8% tenia menys de 18 anys, un 4,9% entre 18 i 24, un 17,4% entre 25 i 44, un 24,5% de 45 a 60 i un 30,5% 65 anys o més.
L'edat mediana era de 48 anys. Per cada 100 dones de 18 o més anys hi havia 80,2 homes.
La renda mediana per habitatge era de 27.656 $ i la renda mediana per família de 37.000 $. Els homes tenien una renda mediana de 24.188 $ mentre que les dones 16.591 $. La renda per capita de la població era de 14.673 $. Aproximadament el 7,2% de les famílies i el 14,6% de la població estaven per davall del llindar de pobresa.

## Poblacions més properes
El següent diagrama mostra les poblacions més properes.